# BorgWarner
BorgWarner Inc. és un proveïdor nord-americà d'automòbils amb seu a Auburn Hills, Michigan. L'empresa manté instal·lacions de producció i sistemes tècnics en 93 emplaçaments (amb data de 6 de juny de 2022) en 22 països d'arreu del món i compta amb uns 49.000 empleats.